# Вашер буроголовий
Вашер буроголовий (Molothrus ater) — це невеликий облігатний гніздовий паразит, представник родини трупіалових, поширених від зони помірного клімату до субтропіків Північної Америки. Вони є постійними мешканцями в південних районах свого ареалу; північні птахи мігрують до південних Сполучених Штатів і Мексики взимку, повертаючись до свого літнього місця проживання близько березня або квітня.

## Опис
Вашер буроголовий на вигляд є типовим представником трупіалових, дещо відрізняючись головою і дзьобом, меншими, ніж у більшості іктерид. Дорослий самець — переливчасто-чорного кольору з коричневою головою. Доросла самиця трохи менша, тьмяно-сіра зі світлішим горлом і дрібними цятками на нижній частині. Загальна довжина — 16-22 см, середній розмах крил становить 36 см. Маса тіла може варіювати від 30 до 60 г, при середньому для самиць 38,8 г, у той час як середній показник самців 49 г.

## Екологія
Цей вид живе на відкритих або напіввідкритих місцях і часто подорожує у зграях, іноді змішаних з червоноплечими еполетниками (особливо навесні) і ґоґлу (Dolichonyx oryzivorus) (особливо восени), а також звичайними ґраклами або європейськими шпаками. Ці птахи живляться на землі, часто йдучи слідом за пасовищними тваринами, — кіньми та коровами, ловлячи комах, приваблених великими тваринами. Вони в основному їдять насіння і комах. 
Перед нашестям європейців вашери буроголові століттями ходили за стадами бізонів через прерії. Їхня паразитична гніздова поведінка йшла в парі з цим кочовим способом життя. Їхня популяція в історичному періоді розширилася завдяки збільшенню площ пасовищ за рахунок масового вирубування лісів європейськими поселенцями в Північній Америці. Вашер буроголовий тепер є частим відвідувачем міських і приміських годівничок.

## Відтворення

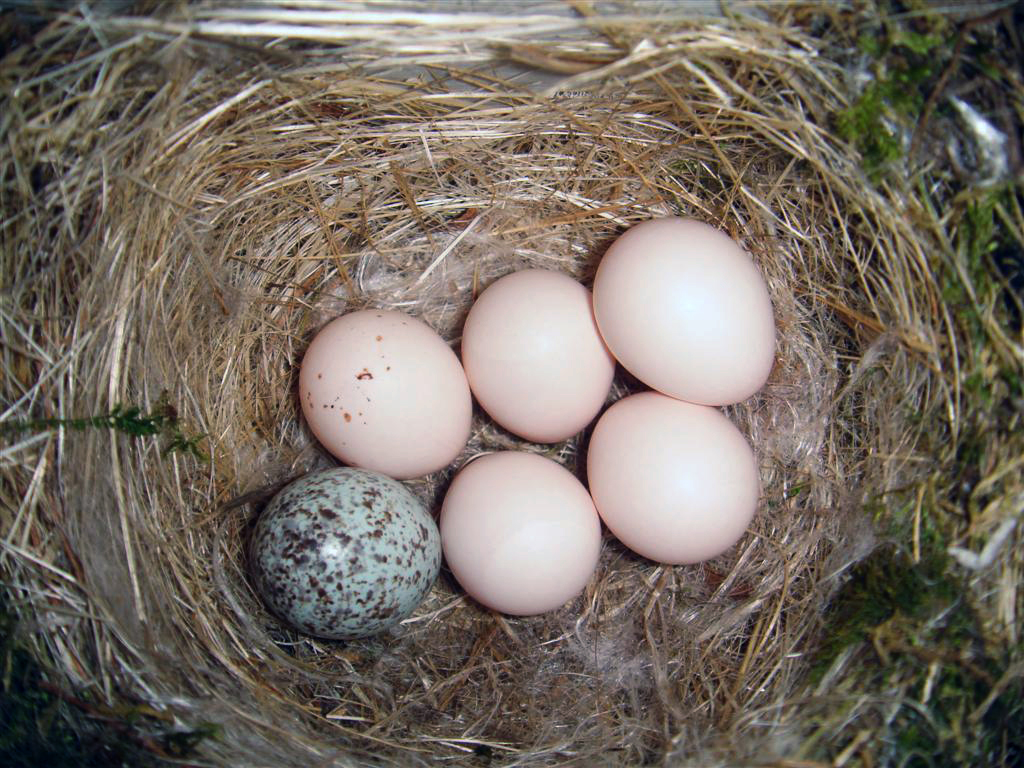
Гніздо феба буроспинного (Sayornis phoebe) з одним яйцем вашера.

Вашер буроголовий є облігатним гніздовим паразитом: він відкладає свої яйця в гніздах інших дрібних горобиних, особливо тих, які будують чашоподібні гнізда. Яйця вашера буроголового були задокументовані в гніздах принаймні 220 видів господарів, включаючи колібрі і хижаків. Молодого вашера батьки-господарі годують за рахунок власної молоді. Самиці вашерів можуть відкладати 36 яєць за сезон. Відомо, що понад 140 різних видів птахів виростили молодих вашерів.
На відміну від звичайної зозулі, у вашерів буроголових нема специфічних паразитичних рас, яйця яких імітують тих чи інших господарів. 
Деякі види господарів, такі як чечевиця садова, годують своїх пташенят лише рослинною їжею. Це не підходить пташенятам вашера, тож вони практично не виживають у гніздах чечевиць. 

## Гніздовий паразитизм

### Поведінка

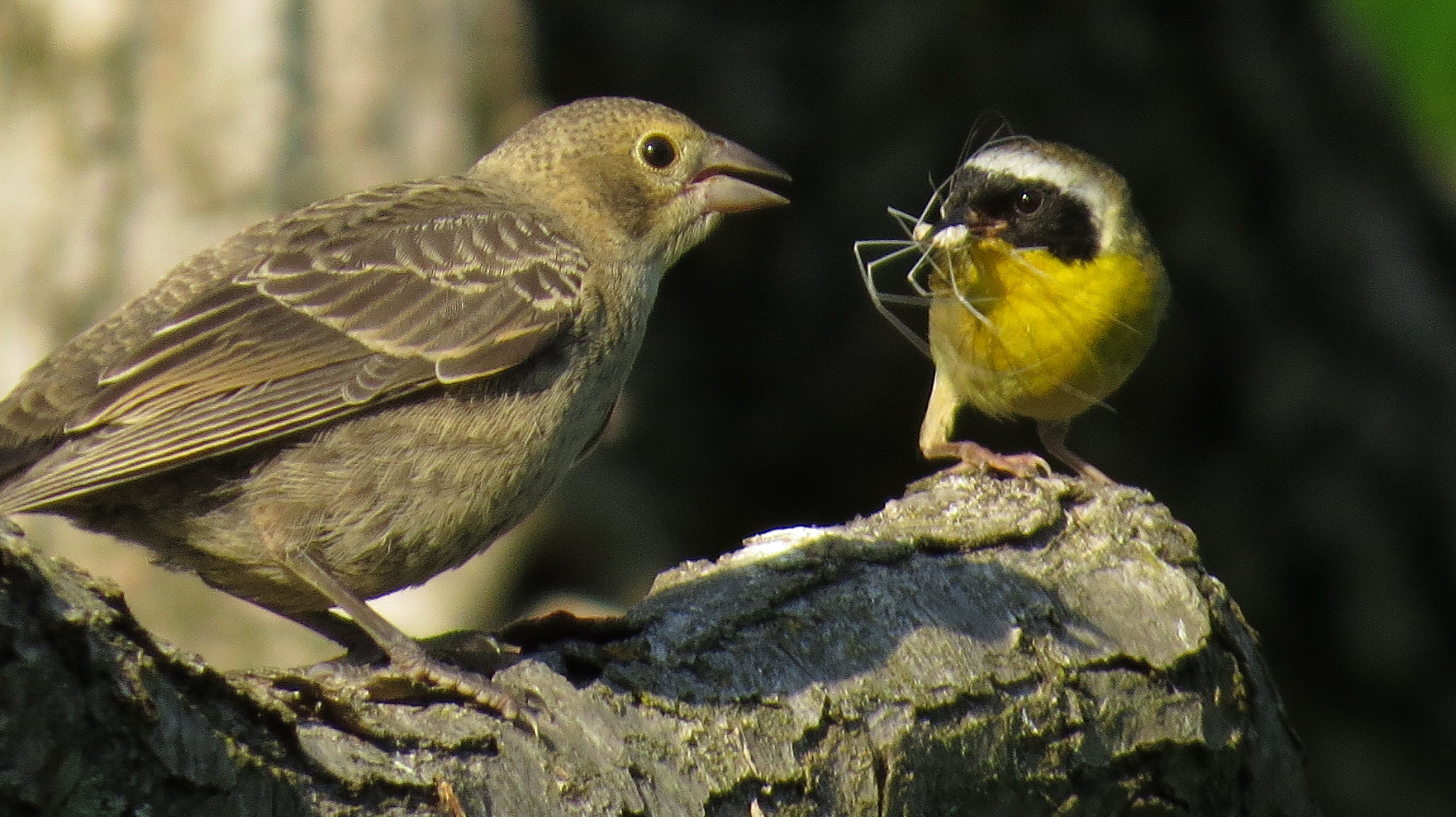
Жовтогорлик північний (Geothlypis trichas) годує пташеня вашера.

Вашери буроголові не вигодовують власних пташенят, натомість відкладають яйця в гнізда інших видів птахів. Як наслідок, молоді вашери не отримують специфічних для виду візуальних та слухових зразків, як інші птахи. Попри це, вашери здатні розвивати характерні для їхнього виду співочі, соціальні та репродуктивні навички. Дослідження 2017 року продемонструвало, що мозок вашера буроголового настроєний на сприйняття вокалізацій інших вашерів, що дозволяє молоді знаходити свої зграї та приєднуватися до них. Ці вокалізації є послідовними для всіх популяцій вашерів та служать своєрідним паролем для розпізнавання видів. Якщо пташеня вашера не отримує цих сигналів вокалізації до певного віку, воно помилково наслідуватиме «прийомних батьків».

### Реакції птахів-вигодовувачів
Отримання яйця вашера і вирощування його пташеняти може дорого обійтись птахам виду-господаря. Гнізда пісняра горихвісткового (Setophaga ruticilla) з підкинутим вашером, як виявилось, мають статистично вищий шанс нападу хижаків, що може бути пов'язано з голосними вимогливими криками пташеняти вашера, але також частково пояснюється тим, що гнізда, обрані для паразитизму, також мають більшу ймовірність стати жертвою нападу. 
Птахи-господарі іноді помічають яйце вашера, і різні господарі реагують на яйце по-різному. Деякі, як комароловка сиза (Polioptila caerulea), покидають своє гніздо, втрачаючи власні яйця. Деякі, як пісняр горихвістковий (Setophaga ruticilla), закопують чуже яйце під гніздовий матеріал, де воно гине. А деякі, як тремблер прямодзьобий (Toxostoma rufum), фізично викидають яйце з гнізда. За даними досліджень, пересмішник сірий (Dumetella carolinensis), відомий господар вашерів, викидає яйця вашера в 95 % випадків; для цього виду вартість прийняття яєць вашера (і через те можливість втрати власних яєць або пташенят через голод або дії підкинутого пташеняти) є набагато вищою, ніж вартість відмови від цих яєць (враховуючи, що господар може помилково викинути своє власне яйце). Сірі пересмішники іноді викидають з гнізда вже вилуплених пташенят вашера буроголового. Пташенята видів-господарів також можуть змінювати їхню поведінку у відповідь на наявність пташеняти вашера. Пташенята пасовки співочої (Melospiza melodia) у гніздах з паразитом вашером підлаштовують свої вокалізації за частотою та амплітудою, так що вони нагадують заклик пташеняти вашера, і ці пташенята, як правило, отримують їжу однаково часто, як і пташенята в гніздах без паразитів.

### Реакція паразита
Схоже, що буроголові вашери періодично перевіряють свої яйця і пташенят після того, як вони їх «здали на виховання». Видалення паразитного яйця може викликати реакцію відповіді, що називається «мафіозною поведінкою». Згідно з дослідженням Музею природної історії Флориди, опублікованим у 1983 році, вашер повертався, щоб розорити гнізда різних видів господарів у 56 % випадків, коли його яйця видаляли. Крім того, він також нищив гнізда, проявляючи поведінку т.зв. «фармінгу», щоб змусити господарів будувати нові. Потім вашер підкинув яйця в нові гнізда у 85 % випадків.

### Втручання людини
Люди іноді беруть участь у програмах контролю за вашером з наміром захистити види, на які негативно впливає гніздовий паразитизм вашерів. Дослідження гнізд віреона короткокрилого (Vireo bellii) виявило обмежену ефективність цих контрольних програм, продемонструвавши, що вилучення вашерів буроголових з ділянки може призвести до парадоксального наслідку підвищення продуктивності вашерів на цьому місці, оскільки при цьому менша кількість паразитованих гнізд була покинута господарями, що створило кращі умови для яєць вашерів, які все ще залишались. 